# Ori and the Will of the Wisps
Ori and the Will of the Wisps è un videogioco platform metroidvania d'avventura dinamica sviluppato da Moon Studios e pubblicato da Xbox Game Studios per Xbox One, Microsoft Windows, Xbox Series X/S e Nintendo Switch. È il sequel del titolo Ori and the Blind Forest del 2015 ed è stato annunciato durante l'Electronic Entertainment Expo 2017.

## Trama
Il prologo mostra Ori, Gumo e Naru che assistono alla nascita dell'ultimo uovo deposto da Kuro, antagonista di Ori and the Blind Forest. La piccola gufa, chiamata Ku, cresce ma non riesce a volare, a causa di un'ala danneggiata. Ori, con l'aiuto di Gumo, riesce a riparare il danno, fissando all'ala una grossa piuma appartenuta a Kuro. Entusiasta, Ku porta Ori in groppa, volando fino ad un'altra regione, chiamata Niwen. Improvvisamente si scatena una tempesta, Ori e Ku vengono separati e, nella caduta, perdono la piuma.
Precipitato in una palude, Ori viene inseguito da uno spaventoso lupo, Ululo, che riesce a scacciare usando una torcia. Inoltratosi nella tana della bestia, scopre un albero di luce, che gli dona nuovi poteri con cui poter combattere. Dialogando con dei piccoli mammiferi del luogo, i Moki, Ori viene indirizzato dal guardiano della palude, Kwolok. Costui gli comunica che Ku è caduta in un posto molto pericoloso, il Bosco Silente, un luogo tetro e inospitale pieno di gufi pietrificati dal Declino, una strana forza maligna che imperversa su tutta la regione da quando la luce del Grande Salice si è spenta. Il guardiano aggiunge anche che il Bosco Silente è dominato dalla temibile Stridula, ultima esponente della razza dei gufi di Niwen.
Per poter raggiungere il Bosco Silente è necessario prima purificare le acque della palude, putride e velenose. Ori si dirige alla Sorgente e rimette in funzione il Mulino, sfuggendo ad un demonio generato dal Declino, responsabile del blocco della struttura. Affidatosi alla guida di un fuoco fatuo, la Voce della Foresta, Ori giunge nel Bosco Silente, dove finalmente riesce a trovare Ku, fortunatamente incolume. Cercando una via di fuga, i due ritrovano anche la piuma di Kuro, ma in quel momento appare Stridula, che getta Ori in un baratro e calpesta Ku, facendola precipitare in un burrone. Intanto Gumo e Naru, preoccupati, costruiscono una barca per andare alla ricerca dei due.
Disperato, Ori riporta Ku gravemente ferita alla palude di Kwolok. Il guardiano, dispiaciuto, sa che solo il potere dei fuochi fatui può salvarla. Per poterla guarire, Ori si inoltra nelle Profondità di Legnomarcio, affrontando le tenebre e Mora, il ragno guardiano corrotto dal Declino. Dopo un duro scontro, Mora rinsavisce, restituisce la luce al sottobosco e consegna ad Ori un secondo fuoco fatuo, gli Occhi della Foresta. il terzo fuoco fatuo, la Memoria della foresta, è imprigionato in cima alla Vetta di Baur: risvegliato lo stesso Baur, il guardiano orso avvisa Ori che sulla vetta è calato un inverno perenne che non ha mai permesso l'arrivo di una primavera e lo ha indotto al letargo. Una volta arrivato sulla vetta della montagna, Ori sfugge per un soffio ad una valanga causata da Stridula. Salvato da Baur, Ori apprende da quest'ultimo il triste e tragico passato che Stridula ha dovuto affrontare a causa delle sue deformità.
Il quarto fuoco fatuo si trova nei Laghi di Luma, un luogo lussureggiante oltre la sorgente. Qui Ori deve affrontare suo malgrado Kwolok, controllato dal demonio già incontrato nel mulino. Dopo averlo ferito a sufficienza, Kwolok troverà la forza di contrattaccare e infine distruggerà il nemico. Provato dallo sforzo e dalle ferite, il guardiano della palude soccomberà, non prima di consegnare il quarto fuoco fatuo, la Forza della Foresta, e di strappare ad Ori la promessa di prendersi cura dei Moki. Ormai determinato a salvare Niwen, i fuochi fatui conducono Ori nei Deserti Ventosi, dove scampa ad un agguato di Stridula e raggiunge il tempio lì presente, dove apprende che il Grande Salice morì anzitempo, la sua luce si frantumò e i simili di Ori, gli spiriti di Niwen, hanno sofferto il declino e sono morti senza riuscire a reagire. La Voce della Foresta rivela che nonostante la luce viva in eterno, il Salice ha invece una vita limitata e che la storia è destinata a ripetersi, con l'albero che muore, il Declino che uccide lentamente la foresta e con la luce che lo sigilla. Un bassorilievo rivela anche che l'arrivo di Ori era stato profetizzato e che avrebbe aiutato questa terra a ridestarsi. Una volta trovato il Cuore della Foresta, i cinque fuochi fatui si uniscono nuovamente in Seir, la luce originale del Grande Salice.
Una volta riuniti i fuochi fatui nella forma originale, Ori e Seir devono fuggire precipitosamente dal tempio, dopo che un gigantesco verme delle sabbie li insegue. Scampati al pericolo, vengono nuovamente assaliti da Stridula, ma questa volta Seir la sconfigge facilmente, pur venendo fermato da Ori, che tenta di avvicinarsi a lei. Stridula, nonostante avesse cercato il calore dell'amicizia per molto tempo, rifiuta il suo contatto, accecata dal rancore. Una volta arrivati alla base del Salice, Ori e Seir affrontano tutte le trappole del Declino, liberandosi la strada fino alla sommità dell'albero, dove Seir può riprendere il suo posto di luce. Lo spirito però spiega che il suo tempo è ormai giunto al termine e incarica Ori di essere il suo successore, per risanare la terra di Niwen e scacciare il Declino, pur portando con sé un amaro prezzo: lasciarsi la propria vita precedente alle spalle e divenire tutt'uno con la luce.
Prima che Ori possa fondersi con Seir, Stridula interviene e li separa, per poi ingaggiare un epico scontro con Ori sulla cima del Salice, da cui ne uscirà sconfitta, precipitando a terra. Ori, stremato, riesce a fondersi con Seir: la sua luce guarisce Ku e cura definitivamente la sua ala. Stridula, piena di rimorso, torna nel Bosco Silente. Nel punto in cui i due spiriti si sono uniti, nasce un nuovo salice, che viene accudito da Gumo e Naru. Nel finale si scopre che era proprio Ori il narratore, come nuova luce di Niwen, e di come la volontà dei fuochi fatui (The will of the Wisps, appunto) fosse di far rinascere la luce, presagendo un suo ritorno.

## Personaggi

### Principali
- Ori : È il protagonista del gioco. è uno spirito di luce che vive nella foresta di Nibel. Ha una personalità gentile, innocente e benevola, seppur determinato a proteggere gli individui a lui cari. Dopo essersi unito a Seir diventa la nuova luce di Niwen. Il finale lascia presagire che sarà in grado di avere nuovamente un corpo materiale, aprendo le porte per un eventuale Sequel.
- Ku : Unica discendenza sopravvissuta di Kuro, è la sorella adottiva di Ori. Nasce con un'ala malformata e ciò la rende inizialmente incapace di volare senza la piuma di sua madre. Dopo essere stata ferita da Stridula, resta sospesa tra la vita e la morte per tutto il resto del gioco, fino a quando viene curata da Ori, unitosi alla luce del Salice. Guarita dalla sua malformazione, Ku continuerà a crescere e riuscirà a volare autonomamente.
- Naru : È la madre adottiva di Ori e Ku. Appare come un essere di razza sconosciuta, tondeggiante e lenta nel movimenti. È una madre molto protettiva, affettuosa e amorevole.
- Gumo : Inizialmente un nemico presente in Ori and the Blind Forest, Gumo diventa un grande amico per Ori e Naru. Ha la testa sferica e braccia e gambe molto lunghe. Ha una personalità molto premurosa.
- Moki : Piccoli mammiferi simili ad un incrocio tra lemuri e furetti, abitano nella palude di Kwolok. Spesso aiutano Ori, mostrandogli la via o aiutandolo a raggiungere vari percorsi.
- Seir :  La luce di Niwen, Seir è il risultato dell'unione dei fuochi fatui, un tempo risiedenti nel Grande Salice. Alla morte dell'albero si divise in 5 frammenti. Riunitosi grazie ad Ori, si fonde con lui per poter mettere fine al Declino.

### Guardiani di Niwen
- Kwolok : Guardiano della palude a cui da il nome e dei Laghi di Luma, ha la forma di un enorme rospo grigio, ricoperto di funghi e di erba giallastra. È il protettore dei Moki, dotato di una forza prodigiosa bilanciata da un carattere gentile e protettivo. Kwolok assunse il compito di protettore della palude quando il Declino iniziò ad insediarsi; così facendo riuscì a preservare gran parte della foresta dall'influenza della malvagità. Ispirato da Ori e dalla sua determinazione, decide di aiutarlo a trovare Ku e, in seguito, a sconfiggere il Declino. Mentre era alla ricerca della Forza della Foresta nei laghi di Luma, Kwolok viene posseduto dallo Spirito Fetido del mulino. Questi lo userà per tentare di eliminare Ori. Provato dallo scontro con il piccolo spirito, Kwolok riuscirà a distruggere l'entità maligna, per poi morire, lasciando ad Ori il suo compito di protettore dei Moki
- Baur : Guardiano della sua Vetta, ha l'aspetto di un immenso orso bruno, con il pelo costellato di ghiaccio e gli occhi luminosi. Possiede una smisurata forza fisica e la capacità di predire eventi futuri nel sonno. All'avvento del Declino, un inverno innaturale si scatena sulla montagna, portandolo in un letargo forzato pieno di incubi. Ori riesce a svegliarlo facendolo starnutire nel sonno, grazie alla piuma di Kuro. Una volta salvato Ori dalla valanga, gli racconterà la storia di Stridula e di come il risveglio dell'estate sulla vetta cambierà tutto, grazie all'intervento di Ori.
- Mora : Guardiana di Legnomarcio, è l'unico guardiano che non dà il nome alla regione in cui vive. È un ragno di dimensioni enormi, ma nonostante il suo aspetto possa incutere timore, è dotata di una personalità dolce e gentile, molto apprensiva nei confronti dei suoi numerosi figli. Corrotta dal Declino, Mora assume un aspetto cadaverico, ricoperta di funghi bioluminescenti e ottiene la capacità di richiamare le tenebre che avvolgono Legnomarcio. Divenuta ostile contro qualsiasi cosa che entrasse nel sottobosco, viene affrontata da Ori e riportata alla normalità.

### Antagonisti
- Declino : È la forza malvagia che si manifesta quando il Grande Salice che mantiene in vita Niwen muore, e ha stretto la sua morsa su tutta la regione. Chi ne rimane troppo a contatto sente prosciugarsi la propria forza vitale e viene pietrificato, come tutti i gufi presenti nel Bosco Silente.
- Ululo : Grosso lupo dotato di una ferocia fuori dal comune, è il primo Boss del gioco. Insegue Ori appena arrivato a Niwen, viene affrontato da quest'ultimo e scacciato con l'utilizzo di una torcia. In seguito lo si sentirà ululare nel Bosco Silente, allertando inevitabilmente Stridula, che lo ucciderà e trasformerà il suo corpo in pietra.
- Coleottero Cornuto : È il secondo boss del gioco. È un grosso insetto dotato di un enorme corno, una corazza spinata e di un addome rosso fuoco. Grazie allo spesso carapace non può subire danni frontali. Ori lo sconfigge mentre cerca di arrivare da Kwolok.
- Spirito Fetido : Antagonista secondario del gioco, è un abominevole creatura creata dal Declino. Ha un aspetto decisamente Lovecraftiano, munito di numerosi tentacoli terminanti in mani con cui afferra le proprie vittime , è privo di occhi e possiede una larga bocca dentata. Inizialmente infesta il mulino, bloccando la grande ruota e rendendo le acque putride e velenose. Dopo che è stato cacciato dal mulino, scappa nei Laghi di Luna, dove prende il controllo di Kwolok per poter annientare Ori una volta per tutte. Una volta che avrà subito abbastanza danni, Kwolok riuscirà a ribellarsi, schiacciandolo e uccidendolo definitivamente.
- Pietra del Salice : Boss presente dentro al salice, ha l'aspetto di un nucleo di energia di colore viola. Può lanciare pericolosi raggi energetici e proteggersi con rocce. Ori lo sconfigge per poter raggiungere la cima del salice.
- Stridula : Antagonista principale del gioco, Stridula è un gufo di colore blu scuro dalle proporzioni abnormi, ricoperta da una corazza di pietra, ossa e cenere. Baur la definisce come "una creatura miserabile. il suo cuore è di pietra". Nata poco dopo il declino, terribilmente malformata, Stridula ha passato una durissima infanzia senza genitori, incapace di volare e venendo rinnegata dai suoi simili per via del suo aspetto. A causa di questo, Stridula si è chiusa nel suo rancore, odiando chiunque tentasse di disturbare il silenzio presente nel Bosco Silente. A differenza degli altri gufi, cammina usando le propaggini ossee delle sue ali piuttosto che le zampe. Oltre a sconvolgerne l'aspetto, il Declino l'ha anche dotata di poteri estremi, come l'emissione di fiamme blu e un incremento spaventoso della velocità e della sua forza fisica . È presente in molte parti del gioco e tenta sempre di eliminare Ori e lasciare che Niwen cada. Pur venendo sconfitta subito da Seir, rifiuta Ori e il calore tanto agognato, rivelando come non possa concepire l'amore e l'amicizia. A seguito dello scontro finale, precipita e rimane gravemente ferita. Tornata nel Bosco Silente, preda dei rimorsi e del dispiacere, Stridula si accascia vicino ai corpi pietrificati dei genitori, cercando affetto per la prima volta nella sua vita.

## Modalità di gioco
I giocatori assumono il controllo di Ori, uno spirito guardiano bianco. Per progredire nel gioco, i giocatori hanno il compito di spostarsi tra le piattaforme e risolvere gli enigmi. A differenza di The Blind Forest, Will of the Wisps sembra basarsi sul salvataggio automatico piuttosto che sui collegamenti dell'anima posizionati manualmente , e il sistema di aggiornamento sequenziale del primo titolo è stato abbandonato per un sistema più simile agli amuleti di Hollow Knight. Il mondo di gioco si mostra al giocatore come un Metroidvania, con nuove abilità di movimento che consentono al giocatore di accedere ad aree precedentemente inaccessibili. Alcuni degli elementi di gioco fondamentali sono stati ispirati da Rayman e Metroid.